# فهرست قنات‌های شهرستان طبس
جدول زیر بر اساس آمار وزارت جهاد کشاورزی تهیه شده‌است. فهرست زیر قنات‌های شهرستان طبس در استان خراسان جنوبی را نشان می‌دهد.
| نام قنات      | موقعیت                   | نزدیک‌ترین روستا | طول قنات (متر) | تعداد میله چاه | عمق مادر چاه | دبی (لیتر بر ثانیه) | سطح زیر کشت (هکتار) |
| ------------- | ------------------------ | --------------- | -------------- | -------------- | ------------ | ------------------- | ------------------- |
| ا آباد        | بخش مرکزی شهرستان طبس    | پیرحاجات        | ۵۰۰            | ۲۰             | ۲۵           | ۳                   | ۵                   |
| ابخورگ        | بخش دستگردان شهرستان طبس | ابخورگ          | ۳۰۰۰           | ۳۰             | ۱۲           | ۱۰                  | ۱۵                  |
| ابراهیم‌آباد   | بخش مرکزی شهرستان طبس    | ابراهیم‌آباد     | ۱۸۰۰۰          | ۳۵۰            | ۱۰۰          | ۴۰                  | ۴۵                  |
| احمدآباد      | بخش دستگردان شهرستان طبس | احمدآباد        | ۹۰۰۰           | ۹۵             | ۴۰           | ۱۵                  | ۳۵                  |
| احمدآباد      | بخش مرکزی شهرستان طبس    | احمدآباد        | ۱۳۰۰           | ۵۰             | ۲۲           | ۱۰                  | ۱۳                  |
| احمدیه        | بخش مرکزی شهرستان طبس    | احمدیه          | ۹۰۰۰           | ۱۸۰            | ۸۰           | ۱۵                  | ۳۰                  |
| ازبکوه        | بخش دستگردان شهرستان طبس | ازبکوه          | ۳۸۰۰           | ۶۱             | ۲۰           | ۱۱                  | ۱۳                  |
| استخری        | بخش مرکزی شهرستان طبس    | اصفهک           | ۲۵۰۰           | ۵۰             | ۴۵           | ۱                   | ۲                   |
| اسدآباد       | بخش مرکزی شهرستان طبس    | اسدآباد         | ۵۰۰            | ۱۵             | ۲۰           | ۲                   | ۲                   |
| اسماعیل‌آباد   | بخش مرکزی شهرستان طبس    | اسماعیل‌آباد     | ۴۰۰۰           | ۱۱۰            | ۱۷           | ۷                   | ۷                   |
| اسکندرآباد    | بخش مرکزی شهرستان طبس    | اصفهک           | ۲۰۰۰           | ۴۰             | ۶۵           | ۱۲                  | ۲۰                  |
| اشرفیه        | بخش مرکزی شهرستان طبس    | اشرفیه          | ۷۰۰            | ۲۵             | ۱۲           | ۵                   | ۴                   |
| امام زاده علی | بخش مرکزی شهرستان طبس    | امام زاده علی   | ۳۰۰            | ۲              | ۸            | ۳                   | ۴                   |
| امیرآباد      | بخش دستگردان شهرستان طبس | امیرآباد        | ۴۰۰۰           | ۵۶             | ۴۲           | ۳۵                  | ۲۳۰                 |
| امیرآباد      | بخش مرکزی شهرستان طبس    | امیرآباد        | ۱۰۰            | ۵              | ۶            | ۷                   | ۷                   |
| اکبرآباد      | بخش مرکزی شهرستان طبس    | اکبرآباد        | ۹۰۰۰           | ۰              | ۰            | ۱۴                  | ۷۰                  |
| بهارستان      | بخش مرکزی شهرستان طبس    | بهارستان        | ۲۲۰۰           | ۸۳             | ۱۵           | ۳۸                  | ۷۲                  |
| بهشت‌آباد      | بخش مرکزی شهرستان طبس    | بهشت‌آباد        | ۹۵۰۰           | ۲۰۰            | ۱۲۰          | ۱۵                  | ۲۵                  |
| بژدغر         | بخش دستگردان شهرستان طبس | بژدغر           | ۱۶۰۰۰          | ۲۹۰            | ۵۰           | ۳۰                  | ۱۲۰                 |
| بی بازگ       | بخش مرکزی شهرستان طبس    | بی بازگ         | ۸۰۰            | ۱۰             | ۲۵           | ۲                   | ۲                   |
| بیدکوه        | بخش مرکزی شهرستان طبس    | بیدکوه          | ۱۰۰۰           | ۴۰             | ۸            | ۴                   | ۳                   |
| بیشه علیا     | بخش مرکزی شهرستان طبس    | بیشه علیا       | ۵۰۰            | ۱۴             | ۸            | ۳                   | ۵                   |
| بیوک          | بخش مرکزی شهرستان طبس    | بیوک            | ۳۰             | ۱              | ۱۰           | ۱                   | ۲                   |
| تاج‌آباد       | بخش مرکزی شهرستان طبس    | تاج‌آباد         | ۱۰۰۰۰          | ۲۰۰            | ۸۰           | ۲                   | ۳                   |
| تشکانان       | بخش مرکزی شهرستان طبس    | تشکانان         | ۴۵۰۰           | ۹۰             | ۲۰           | ۳۰                  | ۶۰                  |
| تقی‌آباد       | بخش مرکزی شهرستان طبس    | فهالنج          | ۲۰۰۰           | ۵۰             | ۳۰           | ۵                   | ۳                   |
| توکل‌آباد      | بخش مرکزی شهرستان طبس    | توکل‌آباد        | ۲۰۰۰           | ۵۰             | ۱۴           | ۶                   | ۶                   |
| تپه طاق       | بخش دستگردان شهرستان طبس | تپه طاق         | ۲۵۰۰           | ۵۰             | ۱۸           | ۷                   | ۹                   |
| جمز           | بخش مرکزی شهرستان طبس    | جمز             | ۱۸۰۰۰          | ۲۰۰            | ۱۱۰          | ۲۰                  | ۳۵                  |
| جوخواه        | بخش مرکزی شهرستان طبس    | جوخواه          | ۱۸۰۰           | ۳۶۰            | ۸۰           | ۳۰                  | ۸۴                  |
| حاجی‌آباد      | بخش مرکزی شهرستان طبس    | حاجی‌آباد        | ۵۰             | ۵              | ۵            | ۲                   | ۲                   |
| حاجی‌آباد      | بخش دستگردان شهرستان طبس | حاجی‌آباد        | ۱۸۰۰۰          | ۳۰۰            | ۴۲           | ۱۵                  | ۶۵                  |
| حاجی‌آباد      | بخش مرکزی شهرستان طبس    | حاجی‌آباد        | ۸۰۰۰           | ۱۶۰            | ۷۰           | ۱۲                  | ۲۰                  |
| حاجی‌آباد      | بخش مرکزی شهرستان طبس    | حاجی‌آباد        | ۴۰۰            | ۵              | ۲۰           | ۱۳                  | ۰                   |
| حجت‌آباد       | بخش مرکزی شهرستان طبس    | حجت‌آباد         | ۱۳۰۰           | ۳۵             | ۶۰           | ۵                   | ۵                   |
| حسن علی اکبر  | بخش مرکزی شهرستان طبس    | خور علیا        | ۱۵۰            | ۴              | ۱۰           | ۷                   | ۷                   |
| حسن‌آباد       | بخش دستگردان شهرستان طبس | حسن‌آباد شجاع    | ۸۰۰۰           | ۹۵             | ۳۵           | ۱۵                  | ۲۵                  |
| حسن‌آباد       | بخش دستگردان شهرستان طبس | حسن‌آباد         | ۴۰۰۰           | ۱۱۵            | ۲۳           | ۱۲                  | ۱۵                  |
| حسن‌آباد       | بخش مرکزی شهرستان طبس    | حسن‌آباد         | ۲۰۰۰           | ۶۰             | ۲۲           | ۴                   | ۳                   |
| حسن‌آباد       | بخش دستگردان شهرستان طبس | حسن‌آباد اعتماد  | ۴۰۰۰           | ۷۵             | ۳۶           | ۱۲                  | ۳۰                  |
| حسین‌آباد      | بخش مرکزی شهرستان طبس    | حسین‌آباد خلیلی  | ۶۵۰۰           | ۱۲۰            | ۵۸           | ۱۵                  | ۳۵                  |
| حلوان         | بخش مرکزی شهرستان طبس    | حلوان           | ۱۲۰۰۰          | ۲۰۰            | ۲۰           | ۴۰                  | ۷۰                  |
| خسرو آباد     | بخش مرکزی شهرستان طبس    | خسرو آباد       | ۱۲۰۰           | ۳۰۰            | ۱۲۰          | ۳۰                  | ۸۰                  |
| خیرآباد       | بخش مرکزی شهرستان طبس    | خیرآباد         | ۸۰۰۰           | ۱۵۰            | ۷۰           | ۱۳                  | ۲۵                  |
| دشتوک درزهی   | بخش مرکزی شهرستان طبس    | دشتوک درزهی     | ۵۰۰            | ۱۰             | ۲۰           | ۸                   | ۱۰                  |
| دلاکوک        | بخش دستگردان شهرستان طبس | دلاکوک          | ۶۰۰۰           | ۱۱۰            | ۴۰           | ۱۵                  | ۳۳                  |
| ده ته         | بخش مرکزی شهرستان طبس    | ده ته           | ۲۲۰۰           | ۷۰             | ۸            | ۳                   | ۳                   |
| ده شادی کلاته | بخش مرکزی شهرستان طبس    | ده شادی و کلاته | ۸۰۰            | ۱۵             | ۳۰           | ۲                   | ۵                   |
| ده غد         | بخش مرکزی شهرستان طبس    | ده غد           | ۱۵۰۰           | ۴۵             | ۲۰           | ۴                   | ۳                   |
| ده محمد       | بخش دستگردان شهرستان طبس | ده محمد         | ۹۰۰۰           | ۱۵۰            | ۵۰           | ۴۵                  | ۱۱۰                 |
| دهشور         | بخش مرکزی شهرستان طبس    | دهشور           | ۷۰۰۰           | ۱۴۰            | ۳۰           | ۱۵                  | ۲۵                  |
| دهنو          | بخش مرکزی شهرستان طبس    | اصفهک           | ۱۵۰۰           | ۲۵             | ۱۶           | ۴                   | ۱                   |
| دهنو          | بخش مرکزی شهرستان طبس    | دهنو            | ۱۵۰۰           | ۵۰             | ۲۵           | ۸                   | ۱۲                  |
| دهنون         | بخش دستگردان شهرستان طبس | دهنو            | ۳۰۰۰           | ۶۰             | ۲۰           | ۱۰                  | ۳۰                  |
| دوغ‌آباد       | بخش مرکزی شهرستان طبس    | دوغ‌آباد         | ۲۵۰۰           | ۱۰۰            | ۷۰           | ۳                   | ۳                   |
| دیهشک         | بخش مرکزی شهرستان طبس    | دیهشک           | ۱۲۰۰۰          | ۳۰۰            | ۱۲۵          | ۱۵                  | ۳۲                  |
| دیهشک بالا    | بخش مرکزی شهرستان طبس    | دیهشک           | ۱۲۰۰۰          | ۳۵۰            | ۱۰۰          | ۳۵                  | ۶۶                  |
| رحمت‌آباد      | بخش مرکزی شهرستان طبس    | رحمت‌آباد        | ۲۰۰۰۰          | ۵۵۰            | ۱۲۰          | ۲۵                  | ۳۵                  |
| رضویه         | بخش مرکزی شهرستان طبس    | رضویه           | ۳۰۰            | ۱۰             | ۴            | ۴                   | ۳                   |
| رودبار        | بخش مرکزی شهرستان طبس    | رودبارفهالنج    | ۳۰۰۰           | ۶۵             | ۵۰           | ۳                   | ۶                   |
| زبرکوه        | بخش دستگردان شهرستان طبس | زبرکوه          | ۱۲۰۰           | ۲۱             | ۹            | ۹                   | ۱۱                  |
| زنوغان        | بخش مرکزی شهرستان طبس    | زنوغان          | ۶۰۰۰           | ۱۴۰            | ۲۰           | ۱۲                  | ۱۳                  |
| زیرک‌آباد      | بخش دستگردان شهرستان طبس | زیرک‌آباد        | ۱۵۰۰۰          | ۱۹۵            | ۴۵           | ۱۷                  | ۶۰                  |
| زین‌آباد       | بخش مرکزی شهرستان طبس    | زین‌آباد         | ۲۶۰۰           | ۹۰             | ۳۰           | ۴                   | ۳                   |
| زین‌آباد       | بخش مرکزی شهرستان طبس    | پیرحاجات        | ۲۰۰            | ۵              | ۵            | ۵                   | ۵                   |
| سعیدآباد      | بخش مرکزی شهرستان طبس    | سعیدآباد        | ۲۰۰۰           | ۶۰             | ۱۱           | ۳                   | ۵                   |
| سلو           | بخش مرکزی شهرستان طبس    | پیرحاجات        | ۱۰۰۰           | ۱۰             | ۱۵           | ۲                   | ۲                   |
| سمبا          | بخش دستگردان شهرستان طبس | سمبا            | ۳۰۰۰           | ۵۷             | ۱۸           | ۶                   | ۸                   |
| سنگ‌آباد       | بخش مرکزی شهرستان طبس    | سنگ‌آباد         | ۵۰۰            | ۱۰             | ۲۰           | ۲                   | ۳                   |
| شادوک         | بخش مرکزی شهرستان طبس    | شادوک           | ۵۰۰            | ۱۵             | ۲۰           | ۲                   | ۲                   |
| شجاعیه        | بخش دستگردان شهرستان طبس | شجاعیه          | ۶۰۰۰           | ۵۶             | ۲۰           | ۵                   | ۵                   |
| شمس‌آباد       | بخش دستگردان شهرستان طبس | شمس‌آباد         | ۱۰۰۰۰          | ۱۲۰            | ۵۰           | ۲۲                  | ۷۰                  |
| شمس‌آباد       | بخش مرکزی شهرستان طبس    | شمس‌آباد         | ۱۰۰            | ۵              | ۱۰           | ۱                   | ۲                   |
| شیرآباد       | بخش دستگردان شهرستان طبس | شیرآباد         | ۱۵۰۰           | ۲۵             | ۱۰           | ۸                   | ۱۰                  |
| عباس‌آباد      | بخش مرکزی شهرستان طبس    | عباس‌آباد        | ۲۴۰۰           | ۶۰             | ۱۴           | ۲                   | ۲                   |
| عباس‌آباد      | بخش دستگردان شهرستان طبس | عباس‌آباد        | ۱۲۰۰۰          | ۹۴             | ۳۵           | ۲۰                  | ۵۰                  |
| عباس‌آباد چکاب | بخش مرکزی شهرستان طبس    | عباس‌آباد چکاب   | ۱۵۰۰           | ۵۰             | ۱۰           | ۱                   | ۱                   |
| عبدل‌آباد      | بخش مرکزی شهرستان طبس    | عبدل‌آباد        | ۱۵۰۰           | ۱۰             | ۵            | ۸                   | ۱۰                  |
| عبدل‌آباد      | بخش دستگردان شهرستان طبس | عبدل‌آباد        | ۲۰۰۰           | ۳۰             | ۱۰           | ۷                   | ۵                   |
| عشق‌آباد       | بخش دستگردان شهرستان طبس | عشق‌آباد         | ۱۸۰۰۰          | ۲۴۰            | ۵۰           | ۲۵                  | ۸۰                  |
| علی‌آباد       | بخش دستگردان شهرستان طبس | علی‌آباد         | ۶۰۰۰           | ۱۱۰            | ۰            | ۹                   | ۸                   |
| علی‌آباد چکاب  | بخش مرکزی شهرستان طبس    | علی‌آباد چکاب    | ۵۰۰            | ۱۵             | ۱۲           | ۱                   | ۱                   |
| عمادیه        | بخش مرکزی شهرستان طبس    | اصفهک           | ۲۰۰۰           | ۳۰             | ۴۵           | ۴                   | ۵                   |
| غیض‌آباد       | بخش مرکزی شهرستان طبس    | غیض‌آباد         | ۶۰۰            | ۱۵             | ۷            | ۰                   | ۰                   |
| فتح‌آباد       | بخش دستگردان شهرستان طبس | فتح‌آباد         | ۴۰۰۰           | ۷۵             | ۲۲           | ۱۰                  | ۳۰                  |
| فتح‌آباد       | بخش مرکزی شهرستان طبس    | فتح‌آباد         | ۹۰۰۰           | ۱۷۰            | ۳۳           | ۲۵                  | ۲۵                  |
| فخرآباد       | بخش مرکزی شهرستان طبس    | فخرآباد         | ۵۰۰            | ۱۷             | ۲۰           | ۳۳۲                 | ۰                   |
| فشا’          | بخش مرکزی شهرستان طبس    | فشا             | ۱۰۰۰           | ۵۰             | ۲۵           | ۵                   | ۵                   |
| فهالنج        | بخش مرکزی شهرستان طبس    | فهالنج          | ۱۵۰۰۰          | ۲۵۰            | ۱۲۰          | ۸۰                  | ۹۵                  |
| قا’میه        | بخش دستگردان شهرستان طبس | قا’میه          | ۱۵۰۰۰          | ۲۰۵            | ۳۶           | ۱۲                  | ۶۰                  |
| قنات بزرگ     | بخش مرکزی شهرستان طبس    | خور سفلی        | ۱۰۰            | ۲              | ۲۰           | ۳۰                  | ۳۰                  |
| قنبرآباد      | بخش مرکزی شهرستان طبس    | قنبرآباد        | ۳۰۰۰           | ۱۰۰            | ۲۰           | ۸                   | ۸                   |
| قوامید        | بخش مرکزی شهرستان طبس    | قوامید          | ۲۱۰۰           | ۶۰             | ۱۰           | ۲۰                  | ۲۴                  |
| مامودر        | بخش مرکزی شهرستان طبس    | مامودر          | ۱۰۰۰           | ۱۰             | ۱۰           | ۱۰                  | ۱۵                  |
| محمدآباد      | بخش دستگردان شهرستان طبس | محمدآباد        | ۵۵۰۰           | ۲۴۸            | ۴۰           | ۱۸                  | ۶۵                  |
| محمدآباد      | بخش دستگردان شهرستان طبس | محمدآباد        | ۳۰۰۰           | ۵۷             | ۳۶           | ۱۲                  | ۳۰                  |
| محمدآباد      | بخش مرکزی شهرستان طبس    | محمدآباد        | ۲۳۰۰۰          | ۴۶۰            | ۱۲۰          | ۲۵                  | ۳۵                  |
| محمدآباد      | بخش مرکزی شهرستان طبس    | محمدآباد        | ۶۰۰۰           | ۱۸۰            | ۱۱۰          | ۱۵                  | ۵                   |
| محمدی         | بخش مرکزی شهرستان طبس    | محمدیه حلوان    | ۹۰۰۰           | ۲۱۰            | ۶۰           | ۲۵                  | ۳۵                  |
| محمدیه        | بخش دستگردان شهرستان طبس | محمدیه          | ۱۰۰۰           | ۲۰             | ۱۵           | ۸                   | ۲                   |
| مرگی وقصایان  | بخش مرکزی شهرستان طبس    | چیروک           | ۹۰             | ۵              | ۶            | ۱۰                  | ۱۶                  |
| معظم‌آباد      | بخش مرکزی شهرستان طبس    | معظم‌آباد        | ۱۲۰۰۰          | ۸۰             | ۹۰           | ۲۰                  | ۳۵                  |
| ملاحسن        | بخش مرکزی شهرستان طبس    | خور علیا        | ۱۰۰            | ۳              | ۶            | ۲                   | ۲                   |
| ملوند         | بخش دستگردان شهرستان طبس | ملوند           | ۲۵۰۰           | ۹۰             | ۲۵           | ۳۰                  | ۱۰۰                 |
| منصوریه       | بخش دستگردان شهرستان طبس | منصوریه         | ۸۰۰۰           | ۶۰             | ۴۴           | ۲۰                  | ۷۰                  |
| مهتاباد       | بخش مرکزی شهرستان طبس    | حلوان           | ۶۰۰۰           | ۱۲۰            | ۲۵           | ۱                   | ۱                   |
| مهدی‌آباد      | بخش مرکزی شهرستان طبس    | مهدی‌آباد        | ۱۴۰۰۰          | ۲۰۰            | ۱۱۰          | ۵۰                  | ۱۰۰                 |
| مهدی‌آباد      | بخش دستگردان شهرستان طبس | مهدی‌آباد        | ۱۰۰۰۰          | ۵۰۰            | ۲۲           | ۹۰                  | ۴۰                  |
| مهرونی        | بخش مرکزی شهرستان طبس    | مهرونی          | ۵۰۰            | ۵              | ۵            | ۵                   | ۵                   |
| میان‌آباد      | بخش دستگردان شهرستان طبس | میان‌آباد        | ۱۸۰۰۰          | ۲۱۲            | ۵۸           | ۲۵                  | ۴۰                  |
| میرابی        | بخش مرکزی شهرستان طبس    | خور علیا        | ۴۰۰            | ۱۶             | ۸            | ۱۰                  | ۱۵                  |
| میرعم         | بخش مرکزی شهرستان طبس    | کریت            | ۵۰۰۰           | ۹۵             | ۵۰           | ۲                   | ۴                   |
| نجات‌آباد      | بخش دستگردان شهرستان طبس | نجات‌آباد        | ۸۰۰۰           | ۸۰             | ۳۵           | ۱۲                  | ۴۵                  |
| نرم           | بخش دستگردان شهرستان طبس | نرم             | ۱۸۰۰           | ۳۸             | ۰            | ۷                   | ۹                   |
| نصرت‌آباد      | بخش دستگردان شهرستان طبس | نصرت‌آباد        | ۴۵۰۰           | ۸۰             | ۳۰           | ۶                   | ۹                   |
| نوجواد        | بخش مرکزی شهرستان طبس    | پیستان          | ۱۲۰۰           | ۵۰             | ۷            | ۵                   | ۱۰                  |
| نوک           | بخش دستگردان شهرستان طبس | نوک             | ۸۰۰۰           | ۹۵             | ۳۸           | ۲۵                  | ۴۰                  |
| نیستان        | بخش مرکزی شهرستان طبس    | نیستان          | ۲۰۰            | ۲              | ۵            | ۵                   | ۵                   |
| هرموک         | بخش مرکزی شهرستان طبس    | هرموک           | ۵۰۰            | ۱۵             | ۲۰           | ۲                   | ۲                   |
| همت‌آباد       | بخش دستگردان شهرستان طبس | همت‌آباد         | ۳۰۰۰           | ۷۵             | ۴۵           | ۱۱                  | ۲۱۰                 |
| همت‌آباد       | بخش مرکزی شهرستان طبس    | همت‌آباد         | ۱۲۰۰۰          | ۳۰۰            | ۱۰۰          | ۱۲                  | ۲۴                  |
| همت‌آباد       | بخش مرکزی شهرستان طبس    | همت‌آباد         | ۷۰۰۰           | ۱۴۵            | ۱۲۵          | ۳۰                  | ۱۰۰                 |
| هوس           | بخش مرکزی شهرستان طبس    | هوس             | ۶۰۰۰           | ۱۰۰            | ۱۰۰          | ۲۰                  | ۴۰                  |
| پاشنه دران    | بخش دستگردان شهرستان طبس | پاشنه دران      | ۳۰۰۰           | ۶۷             | ۴۸           | ۱۳                  | ۴۰                  |
| پده بید       | بخش دستگردان شهرستان طبس | پده بید         | ۱۵۰۰           | ۲۴             | ۱۰           | ۱۲                  | ۱۲                  |
| پده ها        | بخش دستگردان شهرستان طبس | پده ها          | ۵۰۰            | ۱۲             | ۷            | ۸                   | ۸                   |
| پرواده        | بخش مرکزی شهرستان طبس    | پرواده          | ۱۵۰۰           | ۵۰             | ۵۰           | ۱۵                  | ۱۵                  |
| چاه بلو       | بخش دستگردان شهرستان طبس | چاه بلو         | ۱۲۰۰           | ۱۵             | ۶            | ۸                   | ۹                   |
| چاه طرق سفلی  | بخش دستگردان شهرستان طبس | چاه طرق سفلی    | ۵۰۰۰           | ۱۴۰            | ۱۲           | ۲۰                  | ۳۵                  |
| چاه علی اکبر  | بخش مرکزی شهرستان طبس    | چاه علی اکبر    | ۱۰۰۰           | ۱۵             | ۲۰           | ۳                   | ۲                   |
| چاه پالیز     | بخش دستگردان شهرستان طبس | چاه پالیز       | ۱۲۰۰           | ۱۷             | ۲۰           | ۷                   | ۱۰                  |
| چاه کم        | بخش دستگردان شهرستان طبس | چاه کم          | ۲۰۰۰           | ۵۰             | ۵            | ۱۷                  | ۲۵                  |
| چشمه جعفری    | بخش مرکزی شهرستان طبس    | طبس             | ۱۰۰۰           | ۲۵             | ۴۰           | ۵۰                  | ۵۰۰                 |
| چشمه حاج علی  | بخش مرکزی شهرستان طبس    | خور سفلی        | ۵۰             | ۳              | ۲۵           | ۳                   | ۳                   |
| چشمه شیر      | بخش دستگردان شهرستان طبس | چشمه شیر        | ۵۰۰            | ۱۱             | ۷            | ۸                   | ۹                   |
| چشمه طاهر     | بخش مرکزی شهرستان طبس    | طبس             | ۵۰۰            | ۲۰             | ۳۰           | ۵۰                  | ۵۰۰                 |
| چشمه قنبر     | بخش مرکزی شهرستان طبس    | طبس             | ۱۰۰۰           | ۲۵             | ۳۰           | ۱۰۰                 | ۵۰۰                 |
| چشمه پیرحاجات | بخش مرکزی شهرستان طبس    | پیرحاجات        | ۲۰             | ۰              | ۲            | ۴۵                  | ۵۰                  |
| چکاب          | بخش مرکزی شهرستان طبس    | چکاب            | ۱۰۰۰           | ۳۰             | ۱۲           | ۳                   | ۲                   |
| کاظم‌آباد      | بخش دستگردان شهرستان طبس | کاظم‌آباد        | ۱۰۰۰۰          | ۱۲۰            | ۳۰           | ۱۰                  | ۴۰                  |
| کاظم‌آباد      | بخش مرکزی شهرستان طبس    | دهنو            | ۱۵۰۰           | ۵۰             | ۲۵           | ۳                   | ۴                   |
| کال گز        | بخش دستگردان شهرستان طبس | کال گز          | ۱۱۰۰           | ۲۱             | ۸            | ۸                   | ۹                   |
| کردآباد       | بخش مرکزی شهرستان طبس    | کردآباد         | ۶۰۰۰           | ۵۵             | ۳۸           | ۱۵                  | ۳۰                  |
| کرغی          | بخش دستگردان شهرستان طبس | کرغی ا یار      | ۱۳۰۰           | ۱۸             | ۷            | ۷                   | ۸                   |
| کلاته         | بخش دستگردان شهرستان طبس | کلاته رضاقلی    | ۲۸۰۰           | ۳۴             | ۱۲           | ۷                   | ۹                   |
| کلاته اسماعیل | بخش مرکزی شهرستان طبس    | دهنو            | ۱۲۰۰           | ۳۵             | ۲۲           | ۳                   | ۴                   |
| کلاته خیرآباد | بخش مرکزی شهرستان طبس    | زنوغان          | ۲۵۰            | ۵              | ۱۵           | ۲                   | ۲                   |
| کلشانه        | بخش دستگردان شهرستان طبس | کلشانه          | ۲۰۰۰           | ۳۶             | ۱۲           | ۱۳                  | ۱۵                  |
| کویر کاج      | بخش دستگردان شهرستان طبس | کویر کاج        | ۴۰۰۰           | ۸۲             | ۲۲           | ۱۰                  | ۱۲                  |
| گزو           | بخش مرکزی شهرستان طبس    | گزو             | ۵۰۰            | ۱۰             | ۱۵           | ۲                   | ۳                   |
| گل کن         | بخش مرکزی شهرستان طبس    | گل کن           | ۵۰۰            | ۱۷             | ۱۸           | ۲                   | ۱                   |
| گلستان        | بخش مرکزی شهرستان طبس    | گلستان          | ۴۰۰۰           | ۱۶۰            | ۳۰           | ۲                   | ۲                   |
| گوشه کمر      | بخش دستگردان شهرستان طبس | گوشه کمر        | ۸۰۰            | ۲۰             | ۸            | ۸                   | ۱۰                  |
| یعقوبیه       | بخش دستگردان شهرستان طبس | یعقوبیه         | ۶۰۰۰           | ۱۲۰            | ۳۳           | ۱۲                  | ۰                   |
| یلاق          | بخش دستگردان شهرستان طبس | یلاق            | ۱۱۰۰           | ۱۸             | ۷            | ۸                   | ۹                   |
| یوسف‌آباد      | بخش دستگردان شهرستان طبس | یوسف‌آباد        | ۵۰۰۰           | ۱۸۵            | ۸۰           | ۱۵                  | ۸۰                  |